# Piłka nożna na Letnich Igrzyskach Olimpijskich 2024 – turniej mężczyzn
Turniej mężczyzn w piłce nożnej na Letnich Igrzyskach Olimpijskich 2024 we Francji był 28. edycją w historii igrzysk.

## System rozgrywek
Do rywalizacji przystąpiło 16 drużyn, podzielonych na cztery grupy. W każdej z nich zmagania toczyły się systemem kołowym, a po dwa najlepsze zespoły z grup uzyskały awans do ćwierćfinału. Od tej fazy pojedynki przeprowadzone zostały systemem pucharowym (jedno spotkanie, przegrywający odpadał, a zwycięzca kwalifikował się do kolejnej fazy).

## Terminarz
| GR | Faza grupowa | ¼ | Ćwierćfinały | ½ | Półfinały | 3 | Mecz o 3. miejsce | F | Finał |

| 24.07 | 25.07 | 26.07 | 27.07 | 28.07 | 29.07 | 30.07 | 31.07 | 1.08 | 2.08 | 3.08 | 4.08 | 5.08 | 6.08 | 7.08 | 8.08 | 9.08 |
| ----- | ----- | ----- | ----- | ----- | ----- | ----- | ----- | ---- | ---- | ---- | ---- | ---- | ---- | ---- | ---- | ---- |
| GR    |       |       | GR    |       |       | GR    |       |      | ¼    |      |      | ½    |      |      | 3    | F    |

## Sędziowie
3 kwietnia 2024 roku FIFA ogłosiła listę sędziów, którzy poprowadzą mecze podczas Letnich Igrzysk Olimpijskich 2024.
| Konfederacja | Sędzia                     | Asystenci                                 | Sędziowane mecze |
| ------------ | -------------------------- | ----------------------------------------- | --- |
| AFC          | Yoshimi Yamashita          | Makoto Bozono Naomi Teshirogi             | Egipt U-23 0:0 Dominikana U-23 (faza grupowa) |
| AFC          | Ilgiz Tantashev            | Timur Gaynullin Andrey Tsapenko           | Francja U-23 1:0 Gwinea U-23 (faza grupowa) Paragwaj U-23 1:0 Mali U-23 (faza grupowa) Francja U-23 1:0 Argentyna U-23 (ćwierćfinał) Maroko U-23 1:2 Hiszpania U-23 (półfinał) |
| AFC          | Adel Al-Naqbi              | Ahmed Alrashadi Sabet Obaid Suroor Al-Ali | Gwinea U-23 1:2 Nowa Zelandia U-23 (faza grupowa) Dominikana U-23 1:3 Hiszpania U-23 (faza grupowa)                                                                            |
| CAF          | Dahane Beida               | Liban Abdoulrazack Ahmed Elvis Noupue     | Uzbekistan U-23 1:2 Hiszpania U-23 (faza grupowa) Ukraina U-23 0:2 Argentyna U-23 (faza grupowa) Japonia U-23 0:3 Hiszpania U-23 (ćwierćfinał)                                 |
| CAF          | Mahmood Ali Ismail         | Jerson Emiliano dos Santos Stephen Yiembe | Irak U-23 2:1 Ukraina U-23 (faza grupowa) Dominikana U-23 1:1 Uzbekistan U-23 (faza grupowa)                                                                                   |
| CONCACAF     | Said Martínez              | Walter López Christian Ramírez            | Ukraina U-23 2:1 Maroko U-23 (faza grupowa) Izrael U-23 0:1 Japonia U-23 (faza grupowa) Francja U-23 3:1 Egipt U-23 (półfinał)                                                 |
| CONCACAF     | Drew Fischer               | Lyes Arfa Micheal Barwegen                | Izrael U-23 2:4 Paragwaj U-23 (faza grupowa) Hiszpania U-23 1:2 Egipt U-23 (faza grupowa)                                                                                      |
| CONCACAF     | Katia García               | Sandra Ramírez Karen Díaz                 | Nowa Zelandia U-23 0:3 Francja U-23 (faza grupowa) |
| CONMEBOL     | Yael Falcón                | Facundo Rodríguez Maximiliano Del Yesso   | Francja U-23 3:0 Stany Zjednoczone U-23 (faza grupowa) Maroko U-23 4:0 Stany Zjednoczone U-23 (ćwierćfinał)                                                                    |
| CONMEBOL     | Ramon Abatti               | Rafael Alves Guillerme Camilo             | Maroko U-23 3:0 Irak U-23 (faza grupowa) Francja U-23 3:5 Hiszpania U-23 (finał)                                                                                               |
| OFC          | Campbell-Kirk Kawana-Waugh | Isaac Trevis Bernard Mutukera             | Uzbekistan U-23 0:1 Egipt U-23 (faza grupowa) Mali U-23 1:1 Izrael U-23 (faza grupowa)                                                                                         |
| UEFA         | François Letexier          | Cyril Mugnier Mehdi Rahmouni              | Japonia U-23 5:0 Paragwaj U-23 (faza grupowa) |
| UEFA         | Espen Eskås                | Isaak Bashevkin Jan Erik Engan            | Argentyna U-23 3:1 Irak U-23 (faza grupowa) Egipt U-23 0:6 Maroko U-23 (mecz o 3. miejsce)                                                                                     |
| UEFA         | Glenn Nyberg               | Mahbod Beigi Andreas Söderkvist           | Argentyna U-23 1:2 Maroko U-23 (faza grupowa) Nowa Zelandia U-23 1:4 Stany Zjednoczone U-23 (faza grupowa) Egipt U-23 1:1 (k.5:4) Paragwaj U-23 (ćwierćfinał)                  |
| UEFA         | Tess Olofsson              | Almira Spahić Francesca Di Monte          | Stany Zjednoczone U-23 3:0 Gwinea U-23 (faza grupowa) |

## Miasta i stadiony
Turniej rozgrywany jest na 7 stadionach w 7 różnych miastach.
- w Bordeaux (Stade Matmut-Atlantique)
- w Décines-Charpieu - Lyon (Parc OL)
- w Marsylii (Stade Vélodrome)
- w Nantes (Stade de la Beaujoire)
- w Nicei (Allianz Riviera)
- w Paryżu (Parc des Princes)
- w Saint-Étienne (Stade Geoffroy-Guichard)

Mecz otwarcia odbędzie się w Paryżu i Saint-Étienne, mecz o 3. miejsce w Nantes, natomiast finał w Paryżu.
| Marsylia                                                                               | Décines-Charpieu (Lyon)                                                                | Paryż                                                                                  | Bordeaux                |
| -------------------------------------------------------------------------------------- | -------------------------------------------------------------------------------------- | -------------------------------------------------------------------------------------- | ----------------------- |
| Stade Vélodrome                                                                        | Parc OL                                                                                | Parc des Princes                                                                       | Stade Matmut-Atlantique |
| Pojemność: 67 394                                                                      | Pojemność: 59 186                                                                      | Pojemność: 47 929                                                                      | Pojemność: 42 115       |
|                                                                                        |                                                                                        |                                                                                        |                         |
| MarsyliaLyonParyżBordeauxNantesNiceaSaint-ÉtienneMiasta-organizatorzy na mapie Francji | MarsyliaLyonParyżBordeauxNantesNiceaSaint-ÉtienneMiasta-organizatorzy na mapie Francji | MarsyliaLyonParyżBordeauxNantesNiceaSaint-ÉtienneMiasta-organizatorzy na mapie Francji | Nantes                  |
| MarsyliaLyonParyżBordeauxNantesNiceaSaint-ÉtienneMiasta-organizatorzy na mapie Francji | MarsyliaLyonParyżBordeauxNantesNiceaSaint-ÉtienneMiasta-organizatorzy na mapie Francji | MarsyliaLyonParyżBordeauxNantesNiceaSaint-ÉtienneMiasta-organizatorzy na mapie Francji | Stade de la Beaujoire   |
| MarsyliaLyonParyżBordeauxNantesNiceaSaint-ÉtienneMiasta-organizatorzy na mapie Francji | MarsyliaLyonParyżBordeauxNantesNiceaSaint-ÉtienneMiasta-organizatorzy na mapie Francji | MarsyliaLyonParyżBordeauxNantesNiceaSaint-ÉtienneMiasta-organizatorzy na mapie Francji | Pojemność: 35 322       |
| MarsyliaLyonParyżBordeauxNantesNiceaSaint-ÉtienneMiasta-organizatorzy na mapie Francji | MarsyliaLyonParyżBordeauxNantesNiceaSaint-ÉtienneMiasta-organizatorzy na mapie Francji | MarsyliaLyonParyżBordeauxNantesNiceaSaint-ÉtienneMiasta-organizatorzy na mapie Francji |                         |
| MarsyliaLyonParyżBordeauxNantesNiceaSaint-ÉtienneMiasta-organizatorzy na mapie Francji | MarsyliaLyonParyżBordeauxNantesNiceaSaint-ÉtienneMiasta-organizatorzy na mapie Francji | MarsyliaLyonParyżBordeauxNantesNiceaSaint-ÉtienneMiasta-organizatorzy na mapie Francji | Nicea                   |
| MarsyliaLyonParyżBordeauxNantesNiceaSaint-ÉtienneMiasta-organizatorzy na mapie Francji | MarsyliaLyonParyżBordeauxNantesNiceaSaint-ÉtienneMiasta-organizatorzy na mapie Francji | MarsyliaLyonParyżBordeauxNantesNiceaSaint-ÉtienneMiasta-organizatorzy na mapie Francji | Allianz Riviera         |
| MarsyliaLyonParyżBordeauxNantesNiceaSaint-ÉtienneMiasta-organizatorzy na mapie Francji | MarsyliaLyonParyżBordeauxNantesNiceaSaint-ÉtienneMiasta-organizatorzy na mapie Francji | MarsyliaLyonParyżBordeauxNantesNiceaSaint-ÉtienneMiasta-organizatorzy na mapie Francji | Pojemność: 36 178       |
| MarsyliaLyonParyżBordeauxNantesNiceaSaint-ÉtienneMiasta-organizatorzy na mapie Francji | MarsyliaLyonParyżBordeauxNantesNiceaSaint-ÉtienneMiasta-organizatorzy na mapie Francji | MarsyliaLyonParyżBordeauxNantesNiceaSaint-ÉtienneMiasta-organizatorzy na mapie Francji |                         |
| MarsyliaLyonParyżBordeauxNantesNiceaSaint-ÉtienneMiasta-organizatorzy na mapie Francji | MarsyliaLyonParyżBordeauxNantesNiceaSaint-ÉtienneMiasta-organizatorzy na mapie Francji | MarsyliaLyonParyżBordeauxNantesNiceaSaint-ÉtienneMiasta-organizatorzy na mapie Francji | Saint-Étienne           |
| MarsyliaLyonParyżBordeauxNantesNiceaSaint-ÉtienneMiasta-organizatorzy na mapie Francji | MarsyliaLyonParyżBordeauxNantesNiceaSaint-ÉtienneMiasta-organizatorzy na mapie Francji | MarsyliaLyonParyżBordeauxNantesNiceaSaint-ÉtienneMiasta-organizatorzy na mapie Francji | Stade Geoffroy-Guichard |
| MarsyliaLyonParyżBordeauxNantesNiceaSaint-ÉtienneMiasta-organizatorzy na mapie Francji | MarsyliaLyonParyżBordeauxNantesNiceaSaint-ÉtienneMiasta-organizatorzy na mapie Francji | MarsyliaLyonParyżBordeauxNantesNiceaSaint-ÉtienneMiasta-organizatorzy na mapie Francji | Pojemność: 41 965       |
| MarsyliaLyonParyżBordeauxNantesNiceaSaint-ÉtienneMiasta-organizatorzy na mapie Francji | MarsyliaLyonParyżBordeauxNantesNiceaSaint-ÉtienneMiasta-organizatorzy na mapie Francji | MarsyliaLyonParyżBordeauxNantesNiceaSaint-ÉtienneMiasta-organizatorzy na mapie Francji |                         |

## Koszyki
Losowanie fazy grupowej Igrzysk Olimpijskich w piłce nożnej 2024 odbyło się 20 marca 2024 roku w Paryżu we Francji.
16 drużyn zostało rozlosowanych do czterech grup po cztery drużyny. Gospodarz, czyli Francja, została automatycznie rozstawiona do koszyka 1, podczas gdy pozostałe 15 drużyn zostały rozstawione na podstawie pięciu ostatnich olimpijskich turniejów piłkarskich. Żadna grupa nie mogła zawierać, więcej niż jedną drużynę z tej samej konfederacji.
| Koszyk 1                                                                     | Koszyk 2                                                            | Koszyk 3                                                      | Koszyk 4                                                     |
| ---------------------------------------------------------------------------- | ------------------------------------------------------------------- | ------------------------------------------------------------- | ------------------------------------------------------------ |
| - Francja U-23 (gospodarz) - Japonia U-23 - Uzbekistan U-23 - Argentyna U-23 | - Hiszpania U-23 - Nowa Zelandia U-23 - Paragwaj U-23 - Maroko U-23 | - Stany Zjednoczone U-23 - Egipt U-23 - Irak U-23 - Mali U-23 | - Dominikana U-23 - Izrael U-23 - Ukraina U-23 - Gwinea U-23 |

## Faza grupowa
Harmonogram spotkań:
O końcowej kolejności drużyn w każdej grupie decydują:
1. Liczba punktów uzyskana przez drużyny we wszystkich meczach grupowych;
2. Bilans bramek uzyskany we wszystkich meczach grupowych;
3. Liczba goli strzelonych przez drużyny we wszystkich meczach grupowych.

Jeśli dwa lub więcej zespołów mają tyle samo punktów, taki sam stosunek bramek i taką samą liczbę bramek strzelonych, kolejność ustala się w następujący sposób:
a) liczba punktów uzyskanych w meczach między zainteresowanymi drużynami,
b) bilans bramek po meczach między zainteresowanymi drużynami,
c) liczba bramek strzelonych w meczach między zainteresowanymi drużynami,
d) losowanie.
Uwaga: W poniższym terminarzu turnieju podano CEST.

### Grupa A
| Lp. | Drużyna                | M | Z | R | P | B+ | B- | +/– | Pkt | Kwalifikacja |
| --- | ---------------------- | - | - | - | - | -- | -- | --- | --- | ------------ |
| 1   | Francja U-23 (H)       | 3 | 3 | 0 | 0 | 7  | 0  | +7  | 9   | Ćwierćfinały |
| 2   | Stany Zjednoczone U-23 | 3 | 2 | 0 | 1 | 7  | 4  | +3  | 6   | Ćwierćfinały |
| 3   | Nowa Zelandia U-23     | 3 | 1 | 0 | 2 | 3  | 8  | −5  | 3   |              |
| 4   | Gwinea U-23            | 3 | 0 | 0 | 3 | 1  | 6  | −5  | 0   |              |

| 24 lipca 2024 17:00 CEST | Gwinea U-23 · Diawara 72' | 1:2(0:1)Raport | Nowa Zelandia U-23 · 25' Garbett · 76' Waine | Allianz Riviera, Nice Widzów: 4909 Sędzia: Adel Al-Naqbi |
|                          |                           |                |                                              |                                                          |

| 24 lipca 2024 21:00 CEST | Francja U-23 · Lacazette 61' · Olise 69' · Badé 85' | 3:0(0:0)Raport | Stany Zjednoczone U-23 | Stade Vélodrome, Marsylia Widzów: 48 721 Sędzia: Yael Falcón |
|                          |                                                     |                |                        |                                                              |

| 27 lipca 2024 19:00 CEST | Nowa Zelandia U-23 · Randall 78' | 1:4(0:3)Raport | Stany Zjednoczone U-23 · 8' (k) Mihailovic · 12' Zimmerman · 30' Busio · 58' Aaronson | Stade Vélodrome, Marsylia Widzów: 9 468 Sędzia: Glenn Nyberg |
|                          |                                  |                |                                                                                       |                                                              |

| 27 lipca 2024 21:00 CEST | Francja U-23 · Sildillia 75' | 1:0(0:0)Raport | Gwinea U-23 | Allianz Riviera, Nice Widzów: 25 965 Sędzia: Ilgiz Tantashev |
|                          |                              |                |             |                                                              |

| 30 lipca 2024 19:00 CEST | Nowa Zelandia U-23 | 0:3(0:1)Raport | Francja U-23 · 19' Mateta · 71' Doué · 74' Kalimuendo | Stade Vélodrome, Marsylia Widzów: 45 790 Sędzia: Katia García |
|                          |                    |                |                                                       |                                                               |

| 30 lipca 2024 19:00 CEST | Stany Zjednoczone U-23 · Mihailovic 14' · Paredes 31', 75' | 3:0(2:0)Raport | Gwinea U-23 | Stade Geoffroy-Guichard, Saint-Étienne Widzów: 6 245 Sędzia: Tess Olofsson |
|                          |                                                            |                |             |                                                                            |

### Grupa B
| Lp. | Drużyna        | M | Z | R | P | B+ | B- | +/– | Pkt | Kwalifikacja |
| --- | -------------- | - | - | - | - | -- | -- | --- | --- | ------------ |
| 1   | Maroko U-23    | 3 | 2 | 0 | 1 | 6  | 3  | +3  | 6   | Ćwierćfinały |
| 2   | Argentyna U-23 | 3 | 2 | 0 | 1 | 6  | 3  | +3  | 6   | Ćwierćfinały |
| 3   | Ukraina U-23   | 3 | 1 | 0 | 2 | 3  | 5  | −2  | 3   |              |
| 4   | Irak U-23      | 3 | 1 | 0 | 2 | 3  | 7  | −4  | 3   |              |

| 24 lipca 2024 15:00 CEST | Argentyna U-23 · Simeone 68' | 1:2(0:1)Raport | Maroko U-23 · 45+2', 51' (k) Rahimi | Stade Geoffroy-Guichard, Saint-Étienne Widzów: 26 717 Sędzia: Glenn Nyberg |
|                          |                              |                |                                     |                                                                            |

| 24 lipca 2024 19:00 CEST | Irak U-23 · Hussein 57' (k) · Jasim 75' | 2:1(0:0)Raport | Ukraina U-23 · 59' Rubczynski | Parc OL, Décines-Charpieu Widzów: 10 637 Sędzia: Mahmood Ali Ismail |
|                          |                                         |                |                               |                                                                     |

| 27 lipca 2024 15:00 CEST | Argentyna U-23 · Almada 14' · Gondou 62' · Fernández 85' | 3:1(1:1)Raport | Irak U-23 · 45+5' Hussein | Parc OL, Décines-Charpieu Widzów: 30 008 Sędzia: Espen Eskås |
|                          |                                                          |                |                           |                                                              |

| 27 lipca 2024 17:00 CEST | Ukraina U-23 · Kryśkiw 22' · Krasnopir 90+8' | 2:1(1:0)Raport | Maroko U-23 · 64' (k) Rahimi | Stade Geoffroy-Guichard, Saint-Étienne Widzów: 28 655 Sędzia: Said Martínez |
|                          |                                              |                |                              |                                                                             |

| 30 lipca 2024 17:00 CEST | Maroko U-23 · Richardson 19' · Rahimi 28' · Ezzalzouli 36' | 3:0(3:0)Raport | Irak U-23 | Allianz Riviera, Nice Widzów: 19 300 Sędzia: Ramon Abatti |
|                          |                                                            |                |           |                                                           |

| 30 lipca 2024 17:00 CEST | Ukraina U-23 | 0:2(0:1)Raport | Argentyna U-23 · 47' Almada · 90+1' Echeverri | Parc OL, Décines-Charpieu Widzów: 10 017 Sędzia: Dahane Beida |
|                          |              |                |                                               |                                                               |

### Grupa C
| Lp. | Drużyna         | M | Z | R | P | B+ | B- | +/– | Pkt | Kwalifikacja |
| --- | --------------- | - | - | - | - | -- | -- | --- | --- | ------------ |
| 1   | Egipt U-23      | 3 | 2 | 1 | 0 | 3  | 1  | +2  | 7   | Ćwierćfinały |
| 2   | Hiszpania U-23  | 3 | 2 | 0 | 1 | 6  | 4  | +2  | 6   | Ćwierćfinały |
| 3   | Dominikana U-23 | 3 | 0 | 2 | 1 | 2  | 4  | −2  | 2   |              |
| 4   | Uzbekistan U-23 | 3 | 0 | 1 | 2 | 2  | 4  | −2  | 1   |              |

| 24 lipca 2024 15:00 CEST | Uzbekistan U-23 · Shomurodov 45+3' (k) | 1:2(1:1)Raport | Hiszpania U-23 · 28' Pubill · 62' Gómez | Parc des Princes, Paryż Widzów: 46 500 Sędzia: Dahane Beida |
|                          |                                        |                |                                         |                                                             |

| 24 lipca 2024 17:00 CEST | Egipt U-23 | 0:0(0:0)Raport | Dominikana U-23 | Stade de la Beaujoire, Nantes Widzów: 13 945 Sędzia: Yoshimi Yamashita |
|                          |            |                |                 |                                                                        |

| 27 lipca 2024 15:00 CEST | Dominikana U-23 · Montes de Oca 38' | 1:3(1:1)Raport | Hiszpania U-23 · 24' F. López · 55' Baena · 70' Gutiérrez | Stade Matmut-Atlantique, Bordeaux Widzów: 16 099 Sędzia: Adel Al-Naqbi |
|                          |                                     |                |                                                           |                                                                        |

| 27 lipca 2024 17:00 CEST | Uzbekistan U-23 | 0:1(0:1)Raport | Egipt U-23 · 11' Koka | Stade de la Beaujoire, Nantes Widzów: 20 658 Sędzia: Campbell-Kirk Kawana-Waugh |
|                          |                 |                |                       |                                                                                 |

| 30 lipca 2024 15:00 CEST | Hiszpania U-23 · Omorodion 90' | 1:2(0:1)Raport | Egipt U-23 · 40', 62' Adel | Stade Matmut-Atlantique, Bordeaux Widzów: 12 180 Sędzia: Drew Fischer |
|                          |                                |                |                            |                                                                       |

| 30 lipca 2024 15:00 CEST | Dominikana U-23 · Núñez 51' (k) | 1:1(0:0)Raport | Uzbekistan U-23 · 58' Odilov | Parc des Princes, Paryż Widzów: 30 475 Sędzia: Mahmood Ismail |
|                          |                                 |                |                              |                                                               |

### Grupa D
| Lp. | Drużyna       | M | Z | R | P | B+ | B- | +/– | Pkt | Kwalifikacja |
| --- | ------------- | - | - | - | - | -- | -- | --- | --- | ------------ |
| 1   | Japonia U-23  | 3 | 3 | 0 | 0 | 7  | 0  | +7  | 9   | Ćwierćfinały |
| 2   | Paragwaj U-23 | 3 | 2 | 0 | 1 | 5  | 7  | −2  | 6   | Ćwierćfinały |
| 3   | Mali U-23     | 3 | 0 | 1 | 2 | 1  | 3  | −2  | 1   |              |
| 4   | Izrael U-23   | 3 | 0 | 1 | 2 | 3  | 6  | −3  | 1   |              |

| 24 lipca 2024 19:00 CEST | Japonia U-23 · Mito 18', 63' · Yamamoto 69' · Fujio 81', 87' | 5:0(1:0)Raport | Paragwaj U-23 | Stade Matmut-Atlantique, Bordeaux Widzów: 14 000 Sędzia: François Letexier |
|                          |                                                              |                |               |                                                                            |

| 24 lipca 2024 21:00 CEST | Mali U-23 · Doumbia 63' | 1:1(0:0)Raport | Izrael U-23 · 56' (sam.) Diallo | Parc des Princes, Paryż Widzów: 26 305 Sędzia: Campbell-Kirk Kawana-Waugh |
|                          |                         |                |                                 |                                                                           |

| 27 lipca 2024 19:00 CEST | Izrael U-23 · Gandelman 53' · Gloukh 80' | 2:4(0:1)Raport | Paragwaj U-23 · 25', 90+6' Fernández · 69' Enciso · 90+3' Balbuena | Parc des Princes, Paryż Widzów: 28 887 Sędzia: Drew Fischer |
|                          |                                          |                |                                                                    |                                                             |

| 27 lipca 2024 21:00 CEST | Japonia U-23 · Yamamoto 82' | 1:0(0:0)Raport | Mali U-23 | Stade Matmut-Atlantique, Bordeaux Widzów: 9 893 Sędzia: Edina Alves Batista |
|                          |                             |                |           |                                                                             |

| 30 lipca 2024 21:00 CEST | Paragwaj U-23 · Fernández 5' | 1:0(1:0)Raport | Mali U-23 | Parc des Princes, Paryż Widzów: 35 736 Sędzia: Ilgiz Tantashev |
|                          |                              |                |           |                                                                |

| 30 lipca 2024 21:00 CEST | Izrael U-23 | 0:1(0:0)Raport | Japonia U-23 · 90+1' Hosoya | Stade de la Beaujoire, Nantes Widzów: 11 671 Sędzia: Said Martínez |
|                          |             |                |                             |                                                                    |

## Faza pucharowa
|  |                                   |                        |                           |                                   |   |              |                        |                         |                         |                         |                   |       |       |
|  | Ćwierćfinały                      | Ćwierćfinały           | Ćwierćfinały              |                                   |   | Półfinały    | Półfinały              | Półfinały               |                         |                         | Finał             | Finał | Finał |
|  | Ćwierćfinały                      | Ćwierćfinały           | Ćwierćfinały              |                                   |   | Półfinały    | Półfinały              | Półfinały               |                         |                         | Finał             | Finał | Finał |
|  | 2 sierpnia 2024, Bordeaux         |                        |                           |                                   |   |              |                        |                         |                         |                         |                   |       |       |
|  |                                   |                        |                           |                                   |   |              |                        |                         |                         |                         |                   |       |       |
|  | Francja U-23                      | Francja U-23           | 1                         |                                   |   |              |                        |                         |                         |                         |                   |       |       |
|  | Francja U-23                      | Francja U-23           | 1                         | 5 sierpnia 2024, Décines-Charpieu |   |              |                        |                         |                         |                         |                   |       |       |
|  | Argentyna U-23                    | Argentyna U-23         | 0                         |                                   |   |              |                        |                         |                         |                         |                   |       |       |
|  | Argentyna U-23                    | Argentyna U-23         | 0                         |                                   |   | Francja U-23 | Francja U-23           | 3                       |                         |                         |                   |       |       |
|  | 2 sierpnia 2024, Marsylia         |                        |                           |                                   |   | Francja U-23 | Francja U-23           | 3                       |                         |                         |                   |       |       |
|  |                                   |                        | Egipt U-23                | Egipt U-23                        | 1 |              |                        |                         |                         |                         |                   |       |       |
|  | Egipt U-23                        | Egipt U-23             | Egipt U-23                | Egipt U-23                        | 1 | 1(5)         |                        |                         |                         |                         |                   |       |       |
|  | Egipt U-23                        | Egipt U-23             |                           |                                   |   | 1(5)         | 9 sierpnia 2024, Paryż |                         |                         |                         |                   |       |       |
|  | Paragwaj U-23                     | Paragwaj U-23          | 1(4)                      |                                   |   |              |                        |                         |                         |                         |                   |       |       |
|  | Paragwaj U-23                     | Paragwaj U-23          | 1(4)                      |                                   |   | Francja U-23 | Francja U-23           | 3                       |                         |                         |                   |       |       |
|  | 2 sierpnia 2024, Paryż            |                        |                           |                                   |   | Francja U-23 | Francja U-23           | 3                       |                         |                         |                   |       |       |
|  |                                   |                        | Hiszpania U-23            | Hiszpania U-23                    | 5 |              |                        |                         |                         |                         |                   |       |       |
|  | Maroko U-23                       | Maroko U-23            | Hiszpania U-23            | Hiszpania U-23                    | 5 | 4            |                        |                         |                         |                         |                   |       |       |
|  | Maroko U-23                       | Maroko U-23            | 5 sierpnia 2024, Marsylia |                                   |   | 4            |                        |                         |                         |                         |                   |       |       |
|  | Stany Zjednoczone U-23            | Stany Zjednoczone U-23 | 0                         |                                   |   |              |                        |                         |                         |                         |                   |       |       |
|  | Stany Zjednoczone U-23            | Stany Zjednoczone U-23 | 0                         |                                   |   | Maroko U-23  | Maroko U-23            | 1                       | Mecz o 3. miejsce       | Mecz o 3. miejsce       | Mecz o 3. miejsce |       |       |
|  | 2 sierpnia 2024, Décines-Charpieu |                        |                           |                                   |   | Maroko U-23  | Maroko U-23            | 1                       | Mecz o 3. miejsce       | Mecz o 3. miejsce       | Mecz o 3. miejsce |       |       |
|  |                                   |                        | Hiszpania U-23            | Hiszpania U-23                    | 2 |              |                        | 8 sierpnia 2024, Nantes | 8 sierpnia 2024, Nantes | 8 sierpnia 2024, Nantes |                   |       |       |
|  | Japonia U-23                      | Japonia U-23           | Hiszpania U-23            | Hiszpania U-23                    | 2 | 0            |                        | 8 sierpnia 2024, Nantes | 8 sierpnia 2024, Nantes | 8 sierpnia 2024, Nantes |                   |       |       |
|  | Japonia U-23                      | Japonia U-23           |                           |                                   |   |              |                        | Egipt U-23              | Egipt U-23              | 0                       |                   |       |       |
|  | Hiszpania U-23                    | Hiszpania U-23         | 3                         |                                   |   |              |                        |                         | Egipt U-23              | 0                       |                   |       |       |
|  | Hiszpania U-23                    | Hiszpania U-23         | 3                         |                                   |   |              |                        | Maroko U-23             | Maroko U-23             | 6                       |                   |       |       |
|  |                                   |                        |                           |                                   |   |              |                        |                         | Maroko U-23             | 6                       |                   |       |       |

### Ćwierćfinały
| 2 sierpnia 2024 15:00 CEST | Maroko U-23 · Rahimi 29' (k) · Akhomach 63' · Hakimi 70' · Maouhoub 90+1' (k) | 4:0(1:0)Raport | Stany Zjednoczone U-23 | Parc des Princes, Paryż Widzów: 42 868 Sędzia: Yael Falcón |
|                            |                                                                               |                |                        |                                                            |

| 2 sierpnia 2024 17:00 CEST | Japonia U-23 | 0:3(0:1)Raport | Hiszpania U-23 · 11', 73' López · 86' Ruiz | Parc OL, Décines-Charpieu Widzów: 19 111 Sędzia: Dahane Beida |
|                            |              |                |                                            |                                                               |

| 2 sierpnia 2024 19:00 CEST                    | Egipt U-23 · Adel 88' | 1:1 dogr. k. 5:4(0:0, 1:1, 1:1)Raport    | Paragwaj U-23 · 71' Gómez | Stade Vélodrome, Marsylia Widzów: 23 753 Sędzia: Glenn Nyberg |
|                                               |                       |                                          |                           |                                                               |
|                                               |                       | Rzuty karne                              |                           |                                                               |
| Koka · Elneny · El Debes · Abdelmaguid · Adel |                       | Gómez · Pérez · Viera · Gómez · Balbuena |                           |                                                               |

| 2 sierpnia 2024 21:00 CEST | Francja U-23 · Mateta 5' | 1:0(1:0)Raport | Argentyna U-23 | Stade Matmut-Atlantique, Bordeaux Widzów: 37 153 Sędzia: Ilgiz Tantashev |
|                            |                          |                |                |                                                                          |

### Półfinały
| 5 sierpnia 2024 18:00 CEST | Maroko U-23 · Rahimi 37' (k) | 1:2(1:0)Raport | Hiszpania U-23 · 65' López · 85' Sánchez | Stade Vélodrome, Marsylia Widzów: 59 882 Sędzia: Ilgiz Tantashev |
|                            |                              |                |                                          |                                                                  |

| 5 sierpnia 2024 21:00 CEST | Francja U-23 · Mateta 83', 99' · Olise 108' | 3:1 dogr.(0:0, 1:1, 2:1)Raport | Egipt U-23 · 62' Saber | Parc OL, Décines-Charpieu Widzów: 47 530 Sędzia: Said Martínez |
|                            |                                             |                                |                        |                                                                |

### Mecz o 3. miejsce
| 8 sierpnia 2024 17:00 CEST | Egipt U-23 | 0:6(0:2)Raport | Maroko U-23 · Ezzalzouli 23' · Rahimi 26', 64' · El Khannouss 51' · Nakach 73' · Hakimi 87' | Stade de la Beaujoire, Nantes Widzów: 27 391 Sędzia: Espen Eskås |
|                            |            |                |                                                                                             |                                                                  |

### Finał
| 9 sierpnia 2024 18:00 CEST | Francja U-23 · Millot 11' · Akliouche 79' · Mateta 90+3' (k.) | 3:5 dogr.(1:3, 3:3, 3:4)Raport | Hiszpania U-23 · 18', 25' F. López · 28' Baena · 100', 120+1' Camello | Parc des Princes, Paryż Widzów: 44 260 Sędzia: Ramon Abbati |
|                            |                                                               |                                |                                                                       |                                                             |

## Klasyfikacja końcowa
Uwaga: Rozstrzygnięcie meczu w rzutach karnych uznaje się jako remis i obu drużynom dodaje się 1 pkt.
| Miejsce                        | Reprezentacja          | Grupa | Mecze | Punkty | Bramki+ | Bramki- | Bramki +/− |
| ------------------------------ | ---------------------- | ----- | ----- | ------ | ------- | ------- | ---------- |
| złoto                          | Hiszpania U-23         | C     | 6     | 15     | 16      | 8       | +8         |
| srebro                         | Francja U-23           | A     | 6     | 15     | 14      | 6       | +8         |
| brąz                           | Maroko U-23            | B     | 6     | 12     | 17      | 5       | +12        |
| 4.                             | Egipt U-23             | C     | 6     | 8      | 5       | 11      | –6         |
| Wyeliminowane w ćwierćfinale   |                        |       |       |        |         |         |            |
| 5.                             | Japonia U-23           | D     | 4     | 9      | 7       | 3       | +4         |
| 6.                             | Paragwaj U-23          | D     | 4     | 7      | 6       | 8       | –2         |
| 7.                             | Argentyna U-23         | B     | 4     | 6      | 6       | 4       | +2         |
| 8.                             | Stany Zjednoczone U-23 | A     | 4     | 6      | 7       | 8       | –1         |
| Wyeliminowane w fazie grupowej |                        |       |       |        |         |         |            |
| 9.                             | Ukraina U-23           | B     | 3     | 3      | 3       | 5       | –2         |
| 10.                            | Irak U-23              | B     | 3     | 3      | 3       | 7       | –4         |
| 11.                            | Nowa Zelandia U-23     | A     | 3     | 3      | 3       | 8       | –5         |
| 12.                            | Dominikana U-23        | C     | 3     | 2      | 2       | 4       | –2         |
| 13.                            | Uzbekistan U-23        | C     | 3     | 1      | 2       | 4       | –2         |
| 14.                            | Mali U-23              | D     | 3     | 1      | 1       | 3       | –2         |
| 15.                            | Izrael U-23            | D     | 3     | 1      | 3       | 6       | –3         |
| 16.                            | Gwinea U-23            | A     | 3     | 0      | 1       | 6       | –5         |

## Strzelcy
Uwaga: Lista nie obejmuje goli strzelonych w seriach rzutów karnych.

### 8 goli
- Soufiane Rahimi

### 6 goli
- Fermín López

### 5 goli
- Jean-Philippe Mateta

### 3 gole
- Ibrahim Adel
- Marcelo Fernández

### 2 gole
- Thiago Almada
- Michael Olise
- Álex Baena
- Sergio Camello
- Ayman Hussein
- Shota Fujio
- Shunsuke Mito
- Rihito Yamamoto
- Abde Ezzalzouli
- Achraf Hakimi
- Djordje Mihailovic
- Kevin Paredes

### 1 gole
- Claudio Echeverri
- Ezequiel Fernández
- Luciano Gondou
- Giuliano Simeone
- Ángel Montes de Oca
- Rafael Núñez
- Ahmed Nabil Koka
- Mahmoud Saber
- Maghnes Akliouche
- Loïc Badé
- Désiré Doué
- Arnaud Kalimuendo
- Alexandre Lacazette
- Enzo Millot
- Kiliann Sildillia
- Amadou Diawara
- Sergio Gómez
- Miguel Gutiérrez
- Samu Omorodion
- Marc Pubill
- Abel Ruiz
- Juanlu Sánchez
- Ali Jasim
- Omri Gandelman
- Oscar Gloukh
- Mao Hosoya
- Cheickna Doumbia
- Ilias Akhomach
- Bilal El Khannouss
- El Mehdi Maouhoub
- Akram Nakach
- Amir Richardson
- Matthew Garbett
- Jesse Randall
- Ben Waine
- Fabián Balbuena
- Julio Enciso
- Diego Gómez
- Paxten Aaronson
- Gianluca Busio
- Walker Zimmerman
- Ihor Krasnopir
- Dmytro Kryśkiw
- Wałentyn Rubczynski
- Alisher Odilov
- Eldor Shomurodov

### Gole samobójcze
- Hamidou Diallo (dla Izraela)